# 캐나다 자유당
캐나다 자유당(영어: Liberal Party of Canada, 프랑스어: Parti libéral du Canada)은 캐나다의 정당이다. 1867년 캐나다가 영국으로부터 독립한 이후에 절반 이상의 기간 동안 정부를 구성한 캐나다에서 가장 오랫동안 집권한 정당이기도 하다. 특히 20세기에 69년 간이나 집권, 선출된 정당으로서는 가장 집권 기록이 길다. 2006년~2015년까지는 원내 야당이었다. 과거에는 쥐스탱 트뤼도가 집권한 이후로 집권 여당이다.

## 역사
19세기 전반부터 결성되었던 여러 정당들이 1867년 캐나다 건국(영국 자치령)과 함께 자유당으로 출범한 것이 기원이다. 1873년부터 1878년까지 알렉산더 매켄지가 처음으로 자유당 정부를 구성했다. 1896년 윌프리드 로리에 정권 출범 이후 여러 차례 구 캐나다 보수당(후에 진보보수당으로 개편)과 번갈아가며 정권을 담당했는데, 자유당이 정권을 잡은 기간이 더 길었다.
자유당은 보수당에 비해 영국보다는 미국과의 관계를 중시하면서도 극단적인 정책을 취하지 않고 대체적으로 중도적인 입장을 유지하여 이념과 지역에 관계없이 폭넓은 지지를 받을 수 있었다.

### 1960년대 이후
1960년대와 1970년대에도 자유당은 대부분의 기간 동안 정권을 담당했으며, 피에르 엘리오트 트뤼도 총리는 약 15년 간이나 집권했다. 그러나 자유당과 트뤼도 총리에 대한 인기도 떨어져 그는 1984년 사임했으며, 곧 치러진 총선에서 크게 패하여 진보보수당에 정권을 넘겨주었다. 1993년 총선에서 다시 승리하여 장 크레티앵 총재가 총리가 되며 다시 정권을 잡았다. 그러나 미국과의 관계는 전보다 원만하지 못했고 경제 정책 실패 등으로 인기가 높지는 않았는데도 진보보수당 등 타 정당의 분열로 계속 제 1석을 유지하며 정권을 잡고 있었다. 보수 세력이 새로운 보수당으로 개편된 후, 2006년 총선에서 자유당은 보수당에 패해 정권을 넘겨주었다.

### 야당 시절
2008년 10월 총선에서 자유당은 이전보다 더 적은 의석을 얻어 여당인 보수당과의 격차는 더 벌어졌다. 그러나 보수당이 다수 의석을 점유하지는 못하자 자유당은 다른 야당과 합쳐 보수당의 스티븐 하퍼 총리를 불신임하는 사태를 일으켰으나, 이러한 시도는 성공하지 못했다. 총선 패배와 이 사태에 따른 책임을 지고 스테판 디옹 당 대표는 사임하여 후임 당수로 마이클 이그나티에프가 취임하였다. 2011년, 자유당은 다시 스티븐 하퍼 총리 불신임을 시도하였고, 다른 야당과 함께 의회에서 불신임안이 가결되어 조기 총선을 치르게 되었다. 그러나 조기 총선 결과, 여당인 보수당은 더 많은 의석을 확보하며 다수의석으로 지위를 공고히 한 반면, 자유당은 34석을 얻는 데 그쳐 신민주당에도 뒤지는 원내 제3 정당으로 추락하게 되었다. 이 패배에 따른 책임으로 마이클 이그나티에프도 당수직을 사임하였다.

### 재집권
2013년 대표 경선에서 피에르 엘리엇 트뤼도 전 총리의 아들인 쥐스탱 트뤼도가 선출되었다. 쥐스탱 트뤼도가 이끄는 캐나다 자유당은 2015년 총선 전 하원 의석이 36석에 불과했으나, 총선에서 184석을 획득하는 대승을 거두어 과반 의석을 확보하였으며, 이에 따라 쥐스탱 트뤼도가 총리로 취임하면서 10년 만에 다시 여당으로 돌아오게 되었다.

## 같이 보기
- 캐나다의 정당